# ヒロインピンチ
『ヒロインピンチ』とは、キルタイムコミュニケーション発行の日本の成年向けアンソロジーコミックである。2014年6月24日前身誌『メガミクライシス』よりリニューアルされた。その後2015年12月に『正義のヒロイン姦獄ファイル』にリニューアルされるまで全17号が発行された。前身誌とは違い、電子書籍を概ね月1回、2号連続で配信したあと、電子書籍2号分を収録した紙書籍の『ヒロインピンチDX』を『二次元ドリームコミックス』として発行するスタイルが取られた。これは後継誌の『正義のヒロイン姦獄ファイル』でも踏襲されている。

## 概要
前身誌に引き続き、闘うヒロインをコンセプトとして様々な作品が描かれている。ヒロインは作家によって様々であり、特定の分野に絞っているわけではない。アダルトゲームを原作として漫画版として描いているものもある。強く美しいヒロインが淫らに堕ちまくるアンソロジーを唄っていてヒロインが強制的に堕とされる話もある。

## 掲載作家一覧

### 奇数号掲載
- 竜胆
- chaccu
- 空木次葉
- ゴンざぶろー
- 毛玉ケヰト
- やまいそ
- ma-yu
- 助三郎
- 大庭新
- なちすけ
- ぷにた
- GEN
- 霧生実奈
- イチノセ
- ヴッチャ
- 長井わたる
- みずやん
- 李星
- 白崎アロエ
- R言
- 泡盛一太朗
- TSUBASA
- YaO.
- る～く
- いしみそ
- 楠木りん
- runa

### 偶数号掲載
- 時丸佳久
- 大月渉
- しーあーる
- 高浜太郎
- 寒天
- じゃがうさ
- ジンナイ
- 儚枯悠天
- 科手黒
- 8000
- のこっぱ
- 天路あや
- 旅烏
- こっぱむ
- 神保玉蘭
- 歌麿
- ヤサカニ・アン
- Hirno
- 復八磨直兎

## 既刊一覧

### 電子書籍として配信
1. ヒロインピンチ Vol.1 （表紙：竜胆）          2014年06月24日配信
2. ヒロインピンチ Vol.2 （表紙：ALICESOFT）2014年07月31日配信
3. ヒロインピンチ Vol.3 （表紙：竜胆）          2014年08月31日配信
4. ヒロインピンチ Vol.4 （表紙：よしろん）  2014年10月02日配信
5. ヒロインピンチ Vol.5 （表紙：竜胆）          2014年10月31日配信
6. ヒロインピンチ Vol.6 （表紙：Liquid）    2014年11月29日配信
7. ヒロインピンチ Vol.7 （表紙：竜胆）          2014年12月27日配信
8. ヒロインピンチ Vol.8 （表紙：A.S.ヘルメス）2015年02月01日配信
9. ヒロインピンチ Vol.9 （表紙：阿部いのり）2015年03月01日配信
10. ヒロインピンチ Vol.10（表紙：LiLiTH）2015年04月05日配信
11. ヒロインピンチ Vol.11（表紙：阿部いのり）    2015年05月03日配信
12. ヒロインピンチ Vol.12（表紙：Oni-noboru）2015年06月07日配信
13. ヒロインピンチ Vol.13（表紙：阿部いのり）    2015年07月05日配信
14. ヒロインピンチ Vol.14（表紙：ながのろ）  2015年08月09日配信
15. ヒロインピンチ Vol.15（表紙：阿部いのり）    2015年09月13日配信
16. ヒロインピンチ Vol.16（表紙：しーあーる）    2015年10月11日配信
17. ヒロインピンチ Vol.17（表紙：阿部いのり）    2015年11月08日配信

### 二次元ドリームコミックスより刊行
キルタイムコミュニケーションの漫画レーベル「二次元ドリームコミックス」より刊行された書籍。
1. ヒロインピンチDX1（表紙：ALICESOFT、裏表紙：竜胆）       2014年08月22日発行 ISBN 978-4-7992-0620-1
2. ヒロインピンチDX2（表紙：竜胆、裏表紙：よしろん）        2014年10月30日発行 ISBN 978-4-7992-0641-6
3. ヒロインピンチDX3（表紙：竜胆、裏表紙：Liquid）          2014年12月18日発行 ISBN 978-4-7992-0670-6
4. ヒロインピンチDX4（表紙：A.S.ヘルメス、裏表紙：竜胆）    2015年02月27日発行 ISBN 978-4-7992-0701-7
5. ヒロインピンチDX5（表紙：阿部いのり、裏表紙：LiLiTH）    2015年04月30日発行 ISBN 978-4-7992-0733-8
6. ヒロインピンチDX6（表紙：阿部いのり、裏表紙：Oni-noboru）2015年07月01日発行 ISBN 978-4-7992-0759-8
7. ヒロインピンチDX7（表紙：ながのろ、裏表紙：阿部いのり）  2015年08月27日発行 ISBN 978-4-7992-0778-9
8. ヒロインピンチDX8（表紙：しーあーる、裏表紙：阿部いのり）2015年10月30日発行 ISBN 978-4-7992-0810-6